# Bahnhof Derneburg (Hannover)
Der Bahnhof Derneburg (Hannover), abgekürzt: Derneburg (Han), ist ein Bahnhof in der Gemeinde Holle im Landkreis Hildesheim (Niedersachsen).

## Geschichte
Mit der Inbetriebnahme der Bahnstrecke Hildesheim–Goslar bis Grauhof durch die Hannover-Altenbekener Eisenbahn-Gesellschaft (HAE) am 19. Mai 1875 wurde auch der Bahnhof Derneburg eröffnet. Er liegt auf dem Gebiet der Ortschaft Holle; der Derneburger Fürst Georg Herbert zu Münster hatte das Land der HAE jedoch kostenlos unter der Bedingung überlassen, die Station Derneburg zu benennen.
Als die Strecke nach Braunschweig der Braunschweigischen Landes-Eisenbahn-Gesellschaft (BLE) am 18. Juli 1886 ihren Betrieb im Personenverkehr aufnahm, wurde der Zwischenbahnhof Derneburg zum Trennungsbahnhof. Am 27. Mai 1887 kam schließlich die ebenfalls von der BLE gebaute Strecke nach Seesen, zunächst bis Bockenem eröffnet, hinzu und machte Derneburg vollends zum Bahnknotenpunkt. Die BLE unterhielt am östlichen Ende des Bahnhofes einen einständigen Lokschuppen.
Beim zweigleisigen Ausbau der Strecke Hildesheim–Vienenburg wurde 1905 eine Unterführung zu den beiden Mittelbahnsteigen angelegt. Es waren drei Stellwerke vorhanden.
Zwischen 1935 und 1939 wurde der Bahnhof in Derneburg (Han) umbenannt.
Am 1. Juni 1984 wurde der Personenverkehr zwischen Derneburg und Salzgitter-Lebenstedt eingestellt und der Streckenabschnitt in der Folge stillgelegt und entwidmet. Am 25. Mai 1990 endete auch der Personenverkehr nach Seesen; nach der Einstellung des Güterverkehrs am 31. Dezember 1995 pachtete die HAW Linings GmbH den Abschnitt Derneburg–Bornum ab dem 1. Januar 1996 als Anschlussgleis.
Das von der HAE errichtete Bahnhofsgebäude ist an die Gemeinde Holle verkauft worden und wurde von dieser renoviert.

## Anlagen
Für das Jahr 1953 sind in Derneburg neun Güter- und Kreuzungsgleise sowie drei weitere Ladegleise belegt. Diese sind größtenteils entfernt worden, sodass der Gleisplan im Jahr 2022 neben den beiden durchgehenden Hauptgleisen nur noch zwei Nebengleise aufzeigt, das im Westen angebundene Anschlussgleis mit einer Umfahrungsmöglichkeit, die beide von der HAW Linings GmbH gepachtet sind.
Der Bahnhof Derneburg verfügt über zwei Bahnsteigkanten mit einer Höhe von jeweils 76 Zentimetern bei einer Länge von 140 Metern. Darüber hinaus ist er mit Dynamischen Schriftanzeigern ausgestattet.
Am 4. September 2016 ging in Groß Düngen das Elektronische Stellwerk (ESTW) Gf in Betrieb, von dem aus Derneburg ferngestellt wird. Es ersetzte in Derneburg die beiden Derneburger mechanischen Stellwerke der Bauform Jüdel Dw und Dof (früher Dmf), die 1903 in Betrieb gegangen waren. Dw war bis 2019/2020 noch als Schrankenposten besetzt. Das dritte Stellwerk Do (Bauform Einheit Mw) von 1953 wurde schon vor 2016 stillgelegt.

## Bedienung
Der Bahnhof wird stündlich durch die Regionalexpress-Linie RE 10 (Hannover–Bad Harzburg) bedient.
Auf der Strecke Derneburg–Bornum finden zudem mehrfach jährlich Museumsfahrten mit einem historischen Reichsbahnzug von 1928 statt.